# Daniel Martin
Daniel John Martin (n. 20 august 1986, Birmingham, Anglia, Regatul Unit) este un ciclist profesionist irlandez de curse pe șosea, care concurează în prezent în echipa Israel Start-Up Nation. Născut și crescut în Anglia, Martin reprezintă Irlanda în competiție datorită descendenței mamei sale irlandeze.
De când a devenit profesionist în 2008, Martin a participat la două Jocuri Olimpice și a câștigat etape în Turului Franței din 2013 și în Turului Franței din 2018. Martin a câștigat, de asemenea, etape în Turul Spaniei din 2011 și 2020, a câștigat Turul Poloniei din 2010 și Turul Cataloniei din 2013. În cursele de o zi, a câștigat Liège-Bastogne–Liège 2013 și Turul Lombardiei 2014.

## Rezultate în marile tururi

### Turul Franței
8 participări
- 2012: locul 35
- 2013: locul 33, câștigător în etapa a 9-a
- 2015: locul 39
- 2016: locul 9
- 2017: locul 6
- 2018: locul 8, câștigător în etapa a 6-a
- 2019: locul 18
- 2020: locul 41

### Turul Italiei
2 participări
- 2010: locul 57
- 2014: abandon în prima etapă
- 2021: câștigător în etapa a 21-a

### Turul Spaniei
7 participări
- 2009: locul 53
- 2011: locul 13, câștigător în etapa a 9-a
- 2013: nu a mai plecat (etapa a 8-a)
- 2014: locul 7
- 2015: abandon în etapa a 8-a
- 2018: nu a mai plecat (etapa a 10-a)
- 2020: câștigător în etapa a 3-a